# Arteritis
La arteritis es la inflamación o alteración degenerativa de la pared de  las arterias. Se presenta en enfermedades como la tuberculosis, la sífilis y el lupus eritematoso sistémico.
Las variedades de este mal que no están estrechamente relacionadas con padecimientos sistémicos o trastornos de órganos ajenos al sistema cardiovascular, han sido descritas como arteritis de células gigantes, poliarteritis nodosa y polimialgia reumática.

## Signos y síntomas
Los síntomas de la arteritis general pueden incluir:
- Inflamación
- Fiebre
- Aumento de la producción de glóbulos rojos (eritrocitos).
- Cojeando
- Pulso reducido

### Tipos
La arteritis puede ser primaria o secundaria a algún otro proceso. TLos tipos de la arteritis primeria son:
| Comparación de los principales tipos de arteritis                                               | Comparación de los principales tipos de arteritis                                                     | Comparación de los principales tipos de arteritis |
| Arteritis                                                                                       | órganos afectados                                                                                     | Histopatología                                    |
| ----------------------------------------------------------------------------------------------- | --- | ------------------------------------------------- |
| Arteritis de Takayasu                                                                           | Grandes vasos, incluyendo aorta y tronco braquiocefálico                                              | Histiocitos , células gigantes                    |
| Arteritis de células gigantes, también llamada arteritis temporal (aunque difieren ligeramente) | , vasos de medio y gran tamaño, por ejemplo los vasos de cabeza, ojos y nervios ópticos               | Linfocitos, macrofagos, y células gigantes s      |
| Poliarteritis nodosa                                                                            | Vasos de tamaño medio, SNC, Neuropatía periférica, riñones, tracto gastrointestinal, músculo, corazón | Neutrófilos , necrosis fibrinoide                 |